# Frank M. Clark

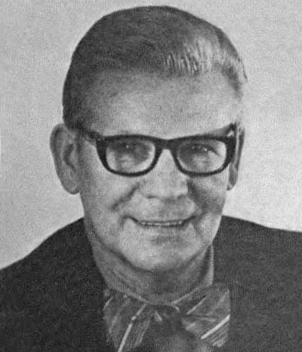
Frank M. Clark (1973)

Frank Monroe Clark (* 24. Dezember 1915 in Bessemer, Lawrence County, Pennsylvania; † 17. Juni 2003 in New Castle, Pennsylvania) war ein US-amerikanischer Politiker. Zwischen 1955 und 1974 vertrat er den Bundesstaat Pennsylvania im US-Repräsentantenhaus.

## Werdegang
Frank Clark besuchte die öffentlichen Schulen seiner Heimat und danach das Pittsburgh Institute of Aeronautics. Während des Zweiten Weltkrieges diente er zwischen 1942 und 1945 im Fliegerkorps der United States Army in Europa. Später gehörte er als Reservist der 1947 gegründeten Air Force an. Dabei bekleidete er den Rang eines Majors. Nach dem Krieg war er bis 1954 Polizeichef seiner Heimatstadt Bessemer. Politisch schloss er sich der Demokratischen Partei an. Im Jahr 1952 kandidierte er noch erfolglos für den Kongress.
Bei den Kongresswahlen des Jahres 1954 wurde Clark dann aber im 25. Wahlbezirk von Pennsylvania in das US-Repräsentantenhaus in Washington, D.C. gewählt, wo er am 3. Januar 1955 die Nachfolge des Republikaners Louis E. Graham antrat. Nach neun Wiederwahlen konnte er bis zum 31. Dezember 1974 fast zehn Legislaturperioden im Kongress absolvieren. In diese Zeit fielen unter anderem der Vietnamkrieg, die  Bürgerrechtsbewegung und 1974 die Watergate-Affäre. Während seiner Zeit als Kongressabgeordneter war Clark amerikanischer Delegierter auf vielen internationalen Konferenzen. Im Jahr 1974 wurde er nicht wiedergewählt. Er legte sein Mandat vier Tage vor dem offiziellen Ende seiner letzten Amtsperiode nieder.
In den Jahren 1976, 1978 und 1990 strebte Clark erfolglos die Nominierung seiner Partei für die jeweiligen Kongresswahlen an. 1979 bekannte er sich des Betrugs und der Steuerhinterziehung schuldig. Nach 1990 trat er politisch nicht mehr in Erscheinung. Er starb am 17. Juni 2003 in New Castle.